# Великопольское сельское поселение
Великопольское се́льское поселе́ние — муниципальное образование в Оршанском районе Марий Эл Российской Федерации.
Административный центр — село Великополье.

## История
Статус и границы сельского поселения установлены Законом Республики Марий Эл от 18 июня 2004 года № 15-З «О статусе, границах и составе муниципальных районов, городских округов в Республике Марий Эл».
В 1899 году в деревне Мари-Ернур родился П. Н. Петропавловский — генерал-майор артиллерии.
С 1 января 2015 года в состав Великопольского сельского поселения вошли населённые пункты Старокрещенского сельского поселения.

## Население
| 2010  | 2011  | 2012  | 2013  | 2014  | 2015  | 2016  |
| ----- | ----- | ----- | ----- | ----- | ----- | ----- |
| 1265  | ↘1263 | ↘1248 | ↘1222 | ↘1196 | ↗2032 | ↘2018 |
| 2017  | 2018  | 2019  | 2020  | 2021  | 2023  |       |
| ↘1997 | ↘1962 | ↘1928 | ↘1911 | ↘1801 | ↘1765 |       |

## Состав сельского поселения
| №  | Населённый пункт | Тип населённого пункта       | Население |
| -- | ---------------- | ---------------------------- | --------- |
| 1  | Великополье      | село, административный центр | 563       |
| 2  | Ильинка          | посёлок                      | 184       |
| 3  | Кёрды            | деревня                      | 56        |
| 4  | Малый Пуял       | деревня                      | 65        |
| 5  | Мари-Ернур       | деревня                      | 191       |
| 6  | Нижняя Лопсола   | деревня                      | 39        |
| 7  | Ошлангер         | деревня                      | 107       |
| 8  | Пуял             | деревня                      | 403       |
| 9  | Старое Крещено   | деревня                      | 433       |
| 10 | Старое Село      | деревня                      | 0         |
| 11 | Успенка          | деревня                      | 4         |
| 12 | Яндылетково      | деревня                      | 78        |